# 60 Miles an Hour
60 Miles an Hour è una canzone del gruppo rock-synthpop britannico New Order, estratta come secondo singolo dall'album Get Ready e pubblicata nel novembre del 2001.

## Lista delle tracce
Testi e musiche di Gillian Gilbert, Peter Hook, Stephen Morris e Bernard Sumner eccetto dove indicato.

### CD #1: NUOCD09 (UK & Europe)
1. 60 Miles an Hour (Radio Edit) – 3:50
2. Sabotage – 4:50
3. Someone like You (Funk D'Void Remix) – 9:56

### CD #2: NUCDP09 (UK & Europa)
1. 60 Miles an Hour (Supermen Lovers Remix) – 4:56
2. Someone like You (James Holden Heavy Dub) – 6:56
3. Someone like You (Futureshock Vocal Remix) – 8:05

### CD: 0927434532 (Australia) -Tour EP
1. 60 Miles An Hour (Radio Edit) – 3:50
2. 60 Miles an Hour (Supermen Lovers Remix) – 4:56
3. Someone like You (Funk D'Void Remix) – 8:07
4. Sabotage – 4:50
5. True Faith (Reading Festival 30/08/98) – 5:40 (Gilbert, Stephen Hague, Hook, Morris, Sumner)
6. Temptation (Reading Festival 30/08/98) – 7:27

### DVD: NUDVD09 (UK)
1. 60 Miles an Hour (Radio Edit) (Audio) – 3:50
2. Sabotage (Audio) – 4:50
3. 60 Miles an Hour (Video) – 3:59

## Posizione nelle classifiche
| Classifica (2001)              | Posizione |
| ------------------------------ | --------- |
| Official Singles Chart         | 29        |
| ARIA Singles Chart australiana | 37        |